# Partido Fascista da Albânia
O Partido Fascista da Albânia (em albanês: Partia Fashiste Shqiptare, ou PFSh) foi uma organização fascista ativa durante a Segunda Guerra Mundial que deteve poder nominal na Albânia de 1939, quando o país foi invadido pela Itália, até 1943, quando a Itália capitulou aos Aliados. Depois, a Albânia caiu sob ocupação alemã, e o PFSh foi substituído pelo Balli Kombëtar.

## História

### Estabelecimento
Em 25 de março de 1939, o ditador italiano Benito Mussolini deu ao rei albanês Zog I um ultimato exigindo que ele aceitasse um protetorado militar italiano sobre a Albânia.  Zog recusou, e os italianos invadiram em 7 de abril e o depuseram.  Zog fugiu do país.  Os italianos restabeleceram o estado albanês como o Protetorado Italiano da Albânia. 
Em 11 de abril, o Ministro das Relações Exteriores da Itália, Galeazzo Ciano, organizou um grupo de albaneses conhecidos para "solicitar" a formação do Partido Fascista da Albânia (em albanês: Partia Fashiste e Shqipërisë, ou PFSh). Em 23 de abril, Achille Starace, secretário do Partido Nacional Fascista (em italiano: Partito Nazionale Fascista, ou PNF), acompanhado por dois navios de guerra da Regia Marina, chegou à Albânia para anunciar oficialmente a criação do PFSh,  que foi fundado em 2 de junho.  No entanto, só recebeu a sua constituição em 6 de junho e só lhe foi apresentada uma diretoria organizada e um conselho central em março de 1940. 

### Governo italiano
A PFSh promulgou leis que impediam os judeus albaneses de se juntarem e os excluíam de profissões como a educação.  Composto por albaneses étnicos e colonos italianos na Albânia,  o partido existia como um ramo do PNF, e os membros eram obrigados a fazer um juramento de lealdade a Mussolini.  Todos os albaneses que serviam os ocupantes italianos foram obrigados a aderir, e este tornou-se o único partido político legal no país. 

## Lista de ministros
Ministros Secretários do Partido Fascista da Albânia
- Tefik Mborja (1939–1941)
- Jup Kazazi (1941–1943)
- Kol Bib Mirakaj (1943)

Ministros Secretários da Guarda da Grande Albânia
- Maliq Bushati (1943)
- Ekrem Libohova (1943)